# Les Amants magnifiques
Les Amants magnifiques est une comédie-ballet de Molière sur une musique de Jean-Baptiste Lully et une chorégraphie de Pierre Beauchamp, composée et représentée à l'occasion du carnaval de février 1670, au cours de festivités nommées Divertissement royal.

## Intrigue
Derrière l'amusement d'une intrigue sentimentale et romanesque — deux princes rivaux se disputent une jeune princesse qui aime un soldat de fortune, sans noblesse mais non sans gloire, lequel la sauve d'un féroce sanglier et se trouve ainsi autorisé à épouser celle qu'il aime —, Molière fait le procès de l'astrologie notamment grâce au personnage d'Anaxarque, astrologue charlatan.

## Création
C'est lors de cette représentation que Louis XIV monte pour la dernière fois sur scène en tant que danseur, dans le rôle de Neptune. Toutefois, à cause d'un problème, il ne peut assumer les trois représentations, et est remplacé.

## Réception critique
« Cette exécution, écrit G. Couton, donnait une leçon de raison à une cour et à une civilisation qui en avaient bon besoin. »